# Frühdynastische Zeit (Mesopotamien)
Als Frühdynastische Zeit oder Frühdynastikum (abgekürzt FD oder Ed für early dynastic) bezeichnet man eine historische Epoche aus der frühen Geschichte Mesopotamiens (wobei Sumer und Akkad als die Kerngebiete gelten), die im Anschluss an die Ǧemdet-Nasr-Zeit um etwa 2900 v. Chr. begann und mit der Gründung des Reiches von Akkad unter Sargon I. um 2340 endete. Mit der Entstehung der Schrift um etwa 3200 v. Chr. in Sumer lassen sich erstmals archäologische und schriftliche Quellen aus der Frühdynastischen Zeit verbinden, was zu einer differenzierteren Beobachtung der mesopotamischen Geschichte beiträgt.

## Archäologische Unterteilung
Anhand von Ausgrabungen der Ruinenhügel Tell Agreb, Tell Asmar und Hafaǧi, die 1930 im Diyala-Gebiet (östlich von Bagdad) stattfanden, nahm man eine Dreiteilung der Frühdynastischen Zeit wie folgt vor (hier die „mittlere“ Chronologie):
- Frühdynastisch I (2900–2750 v. Chr.)
- Frühdynastisch II (2750–2600 v. Chr.)
- Frühdynastisch III a/b (2600–2450/2340 v. Chr.)

Die „kurze“ Chronologie reicht von 2800 bis 2230 v. Chr.
Eine von Wolfram Nagel vertretene lange Chronologie datiert zwischen 3100 und 2440 v. Chr.

## Schriftzeugnisse
Das berühmteste Schriftzeugnis der Frühdynastischen Zeit ist die sogenannte Sumerische Königsliste. Außerdem tritt in dieser Epoche eine größere Bandbreite an unterschiedlichen Texten auf. Neben Texten, die sich auf Wirtschaft und Verwaltung beziehen, treten auch religiöse, literarische und juristische auf.

## Stadtstaaten
Die Stadtstaaten in Sumer und Akkad wurden autonom von jeweils einem Stadtfürsten (ensi oder lugal genannt) regiert. Da sich die meisten Stadtstaaten in der Tiefebene zwischen Euphrat und Tigris in einem begrenzten Ballungsraum befanden, kam es des Öfteren zu Streitigkeiten und Kriegen unter den Stadtstaaten, wobei natürlich jeder Fürst ständig bestrebt war, sein eigenes Territorium zu sichern und neues hinzuzugewinnen. Davon zeugen unter anderem die besonders in dieser Zeit entstandenen starken Befestigungsanlagen der sumerischen und akkadischen Städte.

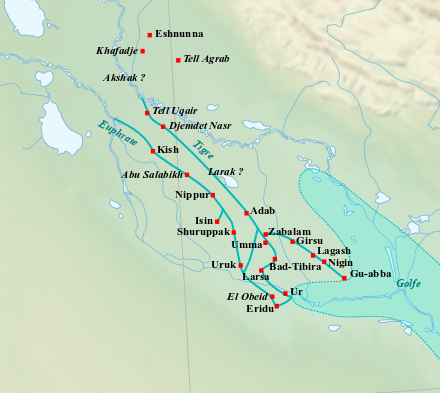
Wichtige Städte in Niedermesopotamien während der Frühdynastischen Periode, mit dem ungefähren Verlauf der Flüsse und der alten Küstenlinie des Golfs.

### Bevölkerung
Ein Hauptmerkmal dieser Epoche ist sicherlich die Landflucht, bei der es zahlreiche Menschen in die Großstädte der wasserreichen Gebiete Mesopotamiens zog. Zum einen sorgten Trockenheiten in den wasserarmen Gebieten, zum anderen die durch den Menschen selbst verursachte zunehmende Versalzung des Bodens für einen Rückgang der ländlichen Bevölkerung.
Als unmittelbare Folge stieg die Bevölkerung der Städte rasch an, was unweigerlich zu Konflikten führen musste. Gerichtsurkunden aus der Zeit zeugen von den unterschiedlichsten Streitigkeiten.

### Staatswesen

#### Tempel und Palast
In der Frühdynastischen Epoche tritt erstmals in der Geschichte Mesopotamiens eine Trennung zwischen Staat und Tempel auf. Im Vergleich zur älteren Uruk-Zeit, wo keine differenzierten Aussagen über bestimmte Funktionen von Gebäuden im sakralen Bereich oder der damit verbundenen Berufsgruppen wie zum Beispiel Priestern gemacht werden können, lassen sich die Merkmale sakraler Bauten (Tempel) und profaner Bauten (Paläste, Repräsentationsbauten) jetzt deutlicher ausmachen. Außerdem geht eine gesellschaftliche Veränderung damit einher. Es entsteht eine adlige Oberschicht, bestehend aus privilegierten Familien, welche eng mit der Herrscherfamilie verbunden war. Dieser Wandel der Gesellschaft brachte ein stetiges Streben der Oberschicht nach Luxus und Ansehen mit sich; sichtbar an prunkvoll ausgestatteten Gräbern und sogenannten Gefolgschaftsgräbern wie dem Königsgrab von Ur, bei denen der gesamte Hofstaat dem Verstorbenen in den Tod folgte.
Zur Architektur der Tempel lässt sich sagen, dass sie von nun an nicht mehr ebenerdig, sondern auf einer Art Terrasse errichtet wurden, welche ein festes Fundament darstellte. Wie schon zu früheren Zeiten, wurden auch hier die Tempelanlagen ummauert.

#### Wirtschaft
Die Wirtschaft stellte in der Frühdynastischen Zeit eine Art „Planwirtschaft“ dar. Palast und Tempel kontrollierten den Handel, weite Teile der Landwirtschaft und Gewerbetätigkeit und regelten die Abgaben. Da sich die Beamten des Königs allerdings zunehmend an den Abgaben bereicherten, führte dies zu Machtmissbrauch und Ausbeutung der ohnehin benachteiligten Bevölkerung. Ein König, der gegen diesen Missstand einschritt, um die ausgebeuteten und dadurch verschuldeten Menschen zu schützen, war Urukagina von Lagasch (auch Iri-kagina), der gegen Ende dieser Epoche um 2350 v. Chr. lebte. Er stellte Reformgesetze auf, die Schuldenerlass, Befreiung aus der Knechtschaft und weitere sozialpolitische Fortschritte beinhalten. Bei der Aufstellung dieser Reformen, wie auch bei jeder Handlung, die er als König gegenüber dem Staat vollzieht, beruft er sich auf Ningirsu, den Stadtgott von Lagasch. Diese Rechtfertigung der Königsherrschaft und der damit verbundenen Pflichten als gottgewollt darzustellen, beobachtet man überall in der frühen mesopotamischen Geschichte.
Das wichtigste angebaute Getreide war die Gerste, jeweils mit speziell angepassten Sorten im Trockenanbau im Norden und auf bewässerten Flächen im Süden. Ebenfalls bedeutsam, insbesondere im Norden, war Weizen. Dabei wurden vor allem Emmer und andere behüllte Varianten angebaut, im geringen Umfang aber auch Weichweizen. Verbreitete Feldfrüchte waren zudem Linse, Erbse und Kichererbse. Die wichtigsten Gemüse waren verschiedene Laucharten. Als Ölpflanzen wurden Gemeiner Lein und in geringerem Umfang Sesam angebaut. Die Dattelpalme war insbesondere im Süden die wichtigste kultivierte Baumart, neben Feige, Wein, Granatapfel, Kulturapfel und Olivenbaum. Im Norden Mesopotamiens spielte die Weintraube eine größere Rolle als im Süden. Ziegen und Schafe waren die bei weitem wichtigsten Nutztiere. Die Rinderzucht nahm einen wesentlich geringeren Umfang ein, insbesondere wegen kaum vorhandenem natürlichen Grünfutter im Süden Mesopotamiens. Rinder wurden vor allem wegen ihrer Zugkraft und als besonders hochwertige Geschenke und kultische Opfergaben gezüchtet. In erster Linie wurden aber Esel als Zug-, Last- und Reittiere genutzt. Pferdezucht war bekannt, hatte aber eine wesentlich geringere Bedeutung als in der späten Bronzezeit. Zudem wurden Hausenten und Hausgänse gehalten. Die Schweinezucht nahm durch das gesamte 3. Jahrtausend v. Chr. hindurch einen deutlichen Aufschwung.
Wie bereits in der vorhergehenden Uruk-Zeit waren sowohl private Haushalte als auch Herrscherhaushalte und Tempel Eigentümer von Agrarland. Auch die Überlassung von Land der Institutionen für Gegenleistungen an Haushalte bestand weiter. Im Verlauf der Epoche sowie der weiteren Bronzezeit scheint sich der Landbesitz zu Gunsten der Institutionen verschoben zu haben. Ein wichtiger Grund dafür dürften die umfangreichen Bewässerungsanlagen gewesen sein, die im Süden Mesopotamiens seit dem Wandel zum trockeneren Klima im vierten Jahrtausend nötig geworden waren. Diese ließen sich durch Institutionen und die ihnen zur Verfügung stehende Arbeitskraft leichter anlegen, pflegen und betreiben. Zudem dürfte den Institutionen auch der Einsatz von dreiköpfigen Arbeitsgruppen mit dem Ritzpflug zur Aussaat leichter gefallen sein, der zu dieser Zeit effizientesten landwirtschaftlichen Arbeitseinheit. Für etwa 2500 v. Chr. berichten Dokumente aus Girsu von vielschichtigen Formen der Bearbeitung des Landbesitzes eines Tempels. Sowohl die Arbeitsleistung von Mitgliedern des Tempelhaushalts als auch Frondienste externer Personen zur direkten Erwirtschaftung von Erträgen für den Tempel werden dokumentiert als auch die Überlassung von Land an Mitglieder des Tempelhaushalts zur Selbstversorgung. Weitere Flächen wurden an Pächter von außerhalb des Tempelhaushalts verpachtet, die entweder einen Teil der Erträge oder feste Zahlungen leisten mussten.